# Ertragswertverfahren
Das Ertragswertverfahren dient der Ermittlung des Ertragswertes von Renditeobjekten durch Kapitalisierung der Reinerträge, die mit diesen Objekten dauerhaft erwirtschaftet werden (Ertragswert = Barwert der zukünftigen Überschüsse aus Ertrag und Aufwand bzw. Einzahlungen und Auszahlungen). Es wird insbesondere bei der Bewertung eines Unternehmens oder eines vermieteten bzw. verpachteten Grundstückes angewendet.

## Ertragswertverfahren im Immobilienbereich
Das Ertragswertverfahren kommt insbesondere bei Grundstücken in Betracht, bei denen der dauerhaft erzielbare Ertrag für die Werteinschätzung am Markt im Vordergrund steht, zum Beispiel:
- Mietwohngrundstücke (Mehrfamilienhäuser),
- Geschäftsgrundstücke (Büro- und Geschäftshäuser, Einkaufszentren),
- Spezialimmobilien (Parkhäuser, Tankstellen, Hotels, Logistikflächen),
- Gemischt genutzte Grundstücke.

Üblicherweise wird das Ertragswertverfahren nicht für selbst genutzte Wohngrundstücke bzw. -immobilien wie z. B. Ein- und Zweifamilienhäuser sowie Eigentumswohnungen angewendet, deren Wert im Regelfall im Vergleichswertverfahren (ggf. ergänzend im Sachwertverfahren) ermittelt wird. Ebenfalls wendet man das Ertragswertverfahren üblicherweise nicht für vermietete oder besonders ausgestattete Spezialimmobilien an, wie z. B. spezielle Produktionsanlagen, Infrastruktureinrichtungen wie z. B. Bahnhöfe, kulturelle Immobilien und militärisch genutzte Grundstücke.

### Deutsches Ertragswertverfahren
In Deutschland vorherrschend ist das in der Immobilienwertermittlungsverordnung (ImmoWertV) [bis 30. Juni 2010: Wertermittlungsverordnung (§§ 15 bis 20)] und den Wertermittlungsrichtlinien beschriebene Ertragswertverfahren. Eine Besonderheit ist die Aufspaltung der Bewertung von Grund und Boden einerseits sowie in die Bewertung des Gebäudes andererseits. Die Ertragsansätze sind im Basisfall einerseits dauerhaft und andererseits endlich (angenommene Restnutzungsdauer).
Zunächst wird der Wert des Grund und Boden ermittelt, was im Vergleichswertverfahren erfolgen soll, wobei wertbeeinflussende Umstände wie z. B. dingliche Rechte angemessen zu berücksichtigen sind. Anschließend wird über die Größe, Qualität, Ausstattung, Marktgängigkeit etc. der Mietflächen eine dauerhaft zu erzielende Miete ermittelt. Soweit die aktuelle Miete darüber oder darunter liegt, kann dies durch (zu kapitalisierende) Zu- oder Abschläge berücksichtigt werden.
Die jährlich erzielbare Summe aller Erträge ergibt den Jahresrohertrag (Gross Operating Income). Hiervon abzuziehen ist der nicht auf den Mieter umlegbare Anteil der Bewirtschaftungskosten: Betriebskosten, Verwaltungskosten, Instandhaltungskosten und Mietausfallwagnis (uneinbringliche Mietrückstände im Sinne von Forderungsverlusten, dauerhafter Leerstand ist an anderer Stelle wie z. B. dem Rohertrag oder als Risikozuschlag beim Liegenschaftszinssatz (LZ) abzubilden). Es ergibt sich der Reinertrag vor Abzug der Bodenwertverzinsung, also der faktisch dem Eigentümer aus dem Objekt zur Verfügung stehende Kapitalfluss (Net Operating Income).
Der Bodenwert wird mit dem LZ, welcher von den Gutachterausschüssen empirisch ermittelt wird, multipliziert. Die Höhe des LZ ist abhängig von der Lage (Region/Stadt/Straße) und Nutzung des Grundstückes. Zudem kann der Liegenschaftszinssatz auch auf der Grundlage empirischer Marktdaten ermittelt werden (). Dabei ist der vorgeschlagene Wert vor der Anwendung ggfs. objektindividuell anzupassen, d. h. von einer unkritischen Übernahme ist abzuraten. Das Ergebnis ist die Bodenwertverzinsung, welche vom Reinertrag vor Bodenwertverzinsung abzuziehen ist. Es ergibt sich der Reinertrag. Diese Vorgehensweise spiegelt die in der deutschen Bewertungspraxis vorgenommene (fiktive) Trennung von Grund und Boden einerseits und baulichen Anlagen andererseits als eigenständige Wirtschaftsgüter wider, was im Übrigen mit der Bilanzierungspraxis korrespondiert.
Da die Nutzbarkeit von Gebäuden endlich ist, gilt es zu ermitteln, wie lange das Gebäude wirtschaftlich nutzbar ist. Hier bieten die NHK 2010 und die Fachliteratur die entsprechenden Hinweise. Gesamtnutzungsdauer minus Alter ergibt die Restnutzungsdauer, die ggf. aufgrund von vorgenommenen Sanierungen verlängert werden kann. Finanzmathematisch wird der Reinertrag als konstante Zahlung über einen begrenzten Zeitraum angesehen und kann daher kapitalisiert werden. Der so genannte Diskontierungssummenfaktor oder auch Vervielfältiger wird aus der Restnutzungsdauer und dem Liegenschaftszinssatz abgeleitet, wobei der LZ das Risiko darstellt, dem die zukünftigen Zahlungsflüsse unterliegen. Die Ableitung dieses Faktors erfolgt finanzmathematisch oder anhand der in der ImmoWertV enthaltenen Tabelle. Die Multiplikation des Reinertrags mit dem Vervielfältiger ergibt den Ertragswert der baulichen Anlagen, welcher ggf. um wertbeeinflussende Umstände wie z. B. Instandhaltungsstau zu korrigieren ist. Der Wert der baulichen Anlagen zuzüglich Wert des Grund und Bodens ergibt den Ertragswert des bebauten Grundstücks.
Gemäß der ImmoWertV ist auch ein vereinfachtes Ertragswertverfahren zulässig, welches den Bodenwert und die Bodenwertverzinsung zunächst außer Acht lässt, also letztlich nur die baulichen Anlagen betrachtet, ähnlich dem Income Approach in vielen englischsprachigen Ländern. Der über die Restnutzungsdauer (RND) des Gebäudes abgezinste Bodenwert wird anschließend zum „Wert der baulichen Anlagen“ addiert und somit Bestandteil des Ertragswertes (§ 17 Abs. 2 Nr. 2 ImmoWertV a.F.).
Für eine erste Annäherung an den Wert eines Grundstücks ist es außerhalb normierter Verfahren auch üblich, den Rohertrag mit einem Multiplikator zu vervielfältigen. Das Ergebnis ist allerdings tendenziell ungenau, wenn nicht durch langjährige Erfahrung des Schätzenden geübt, und wird deshalb auch abfällig als „Maklerverfahren“ bezeichnet. Zudem ist das Ergebnis weniger transparent als ein im Ertragswertverfahren ermittelter Wert, bei dem die Werttreiber nachvollziehbar abgeleitet werden.

### Internationale Ertragswertverfahren
Die internationalen Verfahren gewinnen im Zuge internationaler Transaktionen auch in Deutschland an Bedeutung. Der grundsätzliche Unterschied besteht darin, dass der Wert des bebauten Grundstücks primär aus den aktuellen Mietverträgen sowie den Wiedervermietungsszenarien abgeleitet wird. Auf eine Aufspaltung in Erträge aus dem Boden bzw. aus dem Gebäude wird verzichtet. Das Gebäudealter spielt eine geringere Rolle, es wird hauptsächlich über erhöhte Kostenansätze bzw. Risikoaufschläge auf den Kapitalisierungszins berücksichtigt. Gegenüber den deutschen Verfahren bietet dies sowohl Vor- als auch Nachteile.
Das am Weitesten verbreitete Verfahren ist dabei die Investment Method oder auch Income Approach. Dabei werden die dauerhaft erzielbaren Reinerträge aus den Gebäuden abgeleitet (ähnlich wie im deutschen Verfahren, allerdings werden im angelsächsischen Raum je nach Gestaltung eines Mietvertrags wesentlich mehr Bewirtschaftungskosten umgelegt) und als ewige Rente kapitalisiert, d. h. die Restnutzungsdauer wird als unendlich angesehen. Dies ist bei Gebäuden mit hoher Restnutzungsdauer unproblematisch, da der Barwert der Erträge spätestens ab dem 30. Jahr gegen Null tendiert. Die Abzinsung erfolgt mit dem yield, d. h. einem Zinsfuß, welcher neben dem Risiko der zukünftigen Einnahmen auch lage- und gebäudebedingte Einflüsse sowie die Inflation abbildet.
International auf dem Vormarsch ist das Discounted-Cash-Flow-Verfahren. Hier werden die Zahlungsflüsse im Nahzeitraum (Jahr) einzeln pro Periode ermittelt und erst mittel- bis langfristig in ihrer Entwicklung als konstant ansteigend unterstellt. Vorteil dieses Vorgehens ist die detaillierte Betrachtung der jeweiligen Periode, z. B. zur Abbildung bevorstehender Investitionen etc. Anschließend werden die Zahlungsströme der Perioden auf den Bewertungsstichtag abgezinst, wobei der Diskontierungszins markt- und objektabhängig stark schwanken kann.
Je nach Land bzw. Region gibt es bestimmte Standards. Die internationalen Verfahren werden durch Verbände wie z. B. die RICS oder TEGoVA kodifiziert (Red Book, Guide Bleu etc.).

## Unternehmensbewertungen

### IDW S1 – Grundsätze zur Durchführung von Unternehmensbewertungen (Deutschland)
Gemäß Unternehmensbewertungsstandard IDW S1 ermittelt sich der Unternehmenswert beim Ertragswertverfahren durch Diskontierung der den Unternehmenseignern zufließenden finanziellen Überschüsse.
Der Kapitalisierungszinssatz besteht aus einem Basiszinssatz einer Alternativanlage (quasi-risikofreie Kapitalmarktanlage) und es wird ein Risikozuschlag vorgenommen und persönliche Ertragsteuern werden berücksichtigt. Die persönlichen Ertragsteuern werden mit einem typisierten Zinssatz von 25 % (Abgeltungsteuer) angenommen.

### KFS BW 1 – Fachgutachten zur Unternehmensbewertung (Österreich)
Das Fachgutachten KFS BW 1 wurde von der Kammer für Wirtschaftstreuhänder herausgegeben. Der Unternehmenswert ermittelt sich im Ertragswertverfahren durch Kapitalisierung der Nettozuflüsse an die Unternehmenseigner.
Der Kapitalisierungszinssatz ist davon abhängig, ob ein objektivierter oder ein subjektiver Unternehmenswert errechnet werden soll.
Bei der Berechnung eines subjektiven Unternehmenswerts wird auf die speziellen individuell bestimmten Verhältnisse beim Bewertungssubjekt (Investor) verwiesen.
Bei der Berechnung eines objektivierten Unternehmenswerts ist die Rendite einer Alternativanlage heranzuziehen. Dabei ist auf die Laufzeit-, Risiko- und Verfügbarkeitsäquivalenz zwischen Alternativanlage und Bewertungsobjekt zu achten. Ausgangsgröße für die Bestimmung der Verzinsung der Alternativanlage ist ein Aktienportefeuille (Basiszinssatz). Damit unterscheidet sich das KFS BW 1 grundsätzlich von seinem deutschen Pendant (IDW S1). Der Basiszinssatz ist um einen marktorientierten Risikozuschlag zu erhöhen und um einen Wachstumsabschlag zu vermindern. Ertragssteuern müssen ebenfalls berücksichtigt werden.

### Schweizer Ertragswertverfahren für Unternehmen

#### Bewertungsbasis
Der Ertragswert geht vom Gedanken aus, dass ein Unternehmen eine Investition ist und sich dessen Wert aus dem erzielbaren Ertrag und der Renditeerwartung ableiten lässt. Alternativ könnte sich ein potentieller Nachfolger überlegen, das Geld in gut rentierende Wertpapiere anzulegen. Wie diese muss auch der investierte Unternehmenspreis genügend Erträgnisse in Form der zukünftig erwirtschafteten Gewinne abwerfen. Entscheidend ist deshalb die zukünftige Ertragskraft, welche auf Basis eines Budgets über einen Zeitraum von 2 bis 5 Jahren geschätzt wird. Aus dieser kann der Nachfolger aus den Erträgen nicht nur die im Unternehmen erforderlichen Investitionen, sondern auch die Zins- und Amortisationszahlungen (Kapitaldienst) aus der Übernahme der Unternehmung finanzieren. Die Betriebssubstanz ist dabei lediglich Mittel zur Zweckerreichung; nämlich zur Erzielung des Betriebsertrages und bleibt unberücksichtigt. Hingegen wird die nicht betriebsnotwendige Substanz separat bewertet und zum Ertragswert addiert.

#### Berechnung
Bei der reinen Ertragswertmethode errechnet sich der Unternehmenswert {\displaystyle U} nach folgender Formel:
{\displaystyle U=\mathrm {Betriebsertrag} \cdot {\frac {100}{\lambda }}}
wobei Betriebsertrag den durchschnittlichen, bereinigten Betriebsertrag und {\displaystyle \lambda } den Kapitalisierungszinsfuß bezeichnet.
Herleitung: der Ertragswert entspricht der Summe, die als Bankguthaben bei gleicher Verzinsung den gleichen Ertrag bringen würde.
Die Schätzung der zukünftigen Erträge beruht somit auf dem durchschnittlichen bereinigten Betriebsertrag i. d. R. der vergangenen drei Jahre. Bei dessen Ermittlung werden die Jahresergebnisse hinsichtlich betriebsfremder, periodenfremder und außerordentlicher Aufwendungen und Erträge sowie mit einem objektivierten Unternehmerlohn bereinigt.

#### Die Risikokomponenten
Der Kapitalisierungszinsfuß λ kann mit einzelnen Risikokomponenten wie folgt berechnet werden, wobei die entsprechenden Zahlen in konkreten Situation variieren können und hier nur grobe Beispielwerte darstellen:
1. Risikoloser Zinssatz für Bundesobligationen: 3 %
2. Immobilitätszuschlag: 2,5 %
3. Abzug für Inflationsschutz: - 0,5 %
4. Risikozuschlag: 5 %

ergibt in diesem Fall als Summe den Kapitalisierungszinssatz λ = 10 %
Bei der Ertragswertmethode liegt die Schwierigkeit in der Regel bei der Ermittlung des Kapitalisierungszinssatzes, da dieser sich maßgeblich auf die Höhe des Unternehmenswertes auswirkt. Jener hängt im konkreten Fall von der Höhe der jeweiligen Risikobeurteilung sowie der Annahme über die künftige Zins- und Inflationsentwicklung ab. Die Bestimmung des Risikozuschlages wird beeinflusst von Faktoren wie der Genauigkeit der Ermittlung der zukünftigen Überschüsse (Gewinnschwankungen), der Finanzierungsstruktur des Unternehmens, der Rechtsform, der Branche, den Konkurrenzverhältnissen, der internen vom Übergeber unabhängigen Organisationsstruktur, der Unternehmenskultur und der Wiederverkäuflichkeit.

##### Problematik
(1) Der risikolose Basiszinssatz liegt im globalen Einfluss des Geld- und Kapitalmarktes und ist ein wichtiger Indikator für den Geldmarkt. Seit Sommer 2012 hat der Risikolose Zinssatz für Bundesobligationen eine übliche empirische Bandbreite verlassen. Allen voran ist die Schweizerische Bundesobligation weit in die negative Verzinsung gefallen. (2) Auch das Immobilitätsverständnis hat sich auf Grund des allgemeinen Anlagenotstandes verändert und ist fast vernachlässigbar. (3) In der Schweiz wurde in den Jahren 2013 bis 2016 eine negative Inflation gemessen.
Je nach Land, Binnenwirtschaft und globalen Einfluss können die Risikokomponenten-Modelle zwischen Wert einer Unternehmung/Immobilie und deren Risikomessung nicht konsistent erfolgen. Es entstehen ein Bewertungspuffer (output) ausgelöst durch die Ungewissheiten in den Prüfkriterien (input). Bewertungspuffer sind je nach Rechnungslegungsvorschriften nicht erlaubt.